# Tour della nazionale maschile di rugby a 15 dell'Inghilterra 1995
Nel periodo intercorso tra la Coppa del Mondo di rugby 1991 e l'edizione successiva le spedizione oltremare della nazionale inglese di rugby union si intensificarono.
Nel 1995 l'Inghilterra si recò in tour in con la seconda squadra, essendo la prima impegnata nella Coppa del Mondo di rugby 1995 in Sudafrica.
| Adelaide 20 maggio 1995 | Sud Australia | 9 – 99 | Inghilterra A |  |

| Melbourne 24 maggio 1995 | Victoria | 19 – 76 | Inghilterra A |  |

| Brisbane 28 maggio 1995 | Queensland | 15 – 20 | Inghilterra A |  |

A Sydney gli Universitari Australiani superano di misura l'Inghilterra 
| Sydney 7 giugno 1995 | Australian Universities | 32 – 30 | Inghilterra A | University Oval |

A Brisbane, l'Inghilterra supera l'Australia "A" grazie a 4 mete di Jim Naylor e Peter Mensah 
| Brisbane 7 giugno 1995 | Australia A | 19 – 27 | Inghilterra A | Ballymore Oval |

Unico test un match contro Fiji , squadra in ricostruzione dopo l'eliminazione nelle qualificazioni della Coppa del Mondo, ad opera di Tonga.
| Suva 10 giugno 1995 | Figi XV | 59 – 25 | Inghilterra A |  |